# Brotomys contractus
Brotomys contractus är en utdöd däggdjursart som beskrevs av Miller 1929. Brotomys contractus ingår i släktet Brotomys och familjen lansråttor. Inga underarter finns listade.
Denna gnagare levde på Hispaniola.